# Ali Belahcène
Pour les articles homonymes, voir Belahcène.
Ali Benlahcène (né le 7 avril 1957 à Tizi Ouzou en Algérie) est un footballeur international algérien. Il a notamment brillé sous les couleurs de la Jeunesse sportive de Kabylie, avec laquelle il a remporté une Coupe des clubs champions africaine en 1981.
Il a été sélectionné en équipe nationale entre 1987 et 1988.

## Carrière

### Jeunes catégories
À treize ans seulement, Ali foule pour la première fois les terrains sous les couleurs du NRB Boukhalfa, il restera dans ce club jusqu'à son premier match professionnel en 1977 à 17 ans à peine.

### En club
Il continuera à évoluer dans son club natal du NRB Boukhalfa, mais le quittera après l'avoir sauvé de la relégation en 1977 pour rejoindre la Jeunesse sportive de Kabylie. Avec laquelle il gagnera par la suite le titre de champions d'Algérie cinq fois, une Coupe d'Algérie, ainsi que la Coupe des clubs champions africains et une Supercoupe d'Afrique. Il quittera cependant la Jeunesse sportive de Kabylie, poussé à la sortie, et rejoindra le JSM Tiaret, puis l'AS Tizi-Ouzou, et enfin le SS Sidi Aich pour y finir sa carrière à 34 ans.

### En sélection
Tchipalo était un grand joueur, mais ne pouvait pas rivaliser avec la générations algérienne des années 1980, et il était le plus souvent sélectionné pour seulement être remplaçant

## Palmarès
JS Kabylie
- Champion d'Algérie (5) : en 1980, 1982, 1983, 1985 et 1986.
- Vainqueur de la Coupe d'Afrique des clubs champions (1) : en 1981.
- Vainqueur de la Coupe d'Algérie (1) : en 1986.
- Vainqueur de la Supercoupe d'Afrique (1) : en 1982.